# Prittlewell
Prittlewell är en ort i unparished area Southend-on-Sea, i kommunen City of Southend-on-Sea i grevskapet Essex i England. Orten är belägen 2 km från Southend-on-Sea. Parish hade 58 759 invånare år 1911. År 1913 blev den en del av den då nybildade Southend on Sea. Byn nämndes i Domedagsboken (Domesday Book) år 1086, och kallades då Pritteuuella.